# Maibobo
Maibobo è un cortometraggio del 2010 diretto da Yves Montand Niyongabo.

## Trama
Quindici anni dopo il genocidio in Ruanda, molti bambini rimasti orfani sono diventati maibobo (ragazzi di strada) e vivono tutt'oggi ai margini della società. Piedi scalzi e sacco sulle spalle con tutti i suoi averi, un ragazzo di strada dalla campagna si dirige verso la città in cerca di fortuna.

## Riconoscimenti
- 2010 – Festival del Cinema Africano, d'Asia e America Latina di Milano
  - Premio CUMSE